# Gabriela López
María Gabriela López Butrón (Ciudad de México - 9 de noviembre de 1993) es una golfista mexicana. Formó parte de la delegación mexicana en los Juegos Olímpicos de Río de Janeiro 2016 y en los Juegos Olímpicos de Tokio 2020, donde fungió como abanderada nacional junto con el clavadista Rommel Pacheco durante la ceremonia de inauguración.
En 2016 se graduó de la licenciatura en comunicación artística con especialidad en administración deportiva de la Universidad de Arkansas.

## Carrera deportiva

### Inicios
Inició de niña en la práctica del golf en el Club de Golf México, haciendo su primer hoyo en uno en un torneo a los siete años de edad, lo que la motivó a seguir practicando el deporte y dejando otros como la gimnasia. A los 15 años, en 2009, fue invitada a jugar en el Master Card Classic, un torneo regulado por la LPGA, y más tarde calificó para el Corona Championship, un torneo regulado por la liga profesional mundial.

### Carrera profesional
Decidió dedicarse al golf a nivel profesional a los 16 años tras ganar un torneo profesional en San Diego donde le ofrecieron una beca para estudiar la universidad. En 2010 representó a México en el Campeonato Mundial Amateur, Copa Espíritu Santo. Más tarde, en 2015 fue la segunda mejor jugadora del campeonato de la NCAA, logrando el octavo sitio del ranking mundial del golf femenil. Como amateur ha jugado 8 torneos arbitrados por la LPGA y 2 del Future Tour (Symetra). Además ha participado en dos abiertos de Estados Unidos, en 2012 y 2015, dando su mejor participación en este último y terminando en la posición 29.
Formó parte de la delegación mexicana en los Juegos Olímpicos de Río de Janeiro 2016. El resultado de su participación en estas olimpiadas fue un empate en el lugar 31, con dos golpes sobre par. En 2018 ganó el torneo de la LPGA Blue Bay Winner en China, con esta victoria se unió a Lorena Ochoa como las únicas mexicanas ganadoras de la LPGA. Posteriormente, en el 2020 un ganó el trofeo de Tournament Champions.
Su segunda participación en Juegos Olímpicos, será en los Juegos Olímpicos de Tokio 2020 donde espera ganar una medalla. Para la ceremonia de inauguración Gabriela López y Rommel Pacheco fueron los abanderados nacionales de la delegación mexicana. Durante la ceremonia de abanderamiento afirmó sentirse emocionada y motivada por regalarle a México más alegrías. Afirma también que espera inspirar a niños y niñas que hacen deporte para que sigan luchando por sus sueños.